# Grisebachianthus
Grisebachianthus là một chi thực vật có hoa trong họ Cúc (Asteraceae).

## Loài
Chi Grisebachianthus gồm các loài: